# 约翰·贝雷斯福特·利斯
约翰·贝雷斯福特·利斯（John Beresford Leathes，1864年11月5日—1956年9月14日），英国生理学家、生物化学家。他是希伯来学者斯坦利·利斯（Stanley Leathes）之子，其兄斯坦利·莫当特·利斯（Stanley Mordaunt Leathes）则是一位诗人与历史学家。

## 生平
利斯早年于1878年至1883年间就读于温切斯特公学。1884年，他进入牛津大学新学院，后在此获得了古典学学位。其后他违背了父亲的意愿转而进入盖氏医院（Guy's Hospital）学医，并于1893年获内外全科医学士学位。不过因为眼患近视，他失去了成为外科医生的机会。1895年他前往伯尔尼学习。1898年他又赴斯特拉斯堡，在著名药理学家奥斯瓦尔德·施米德贝格）手下修习。次年他回到伦敦，成为圣托马斯医学院（St Thomas's Hospital Medical School）的生理学讲师。
1909年起他前往加拿大多伦多大学任教，职掌病理化学系。期间他于1911年成为皇家学会会士。1914年他返回英国，在谢菲尔德大学任生理学教授。一战期间，他还曾任职于谢菲尔德的北区综合医院（Northern General Hospital）。1921年他成为伦敦皇家内科医学院院士。后来他还曾赴牛津大学任教，并于1939年退休。二战结束后他前往瑞士蒙特勒安度晚年。1956年逝世，终年92岁。

## 家庭
利斯的妻子名为索菲亚·玛丽·纳塔松（Sonia Marie Natanson），是一位俄国人，他们于1896年在伦敦成婚。他们的女儿玛格丽特·利斯（Margaret Leathes）嫁给科学家莱昂内尔·彭罗斯为妻，并且还是理论物理学家奥利弗·彭罗斯、数学物理学家罗杰·彭罗斯、国际象棋大师乔纳森·彭罗斯和遗传学家雪莉·霍奇森的母亲。